# José Piñeda
José Piñeda (1971. március 25. –) hondurasi nemzetközi labdarúgó-játékvezető.

## Pályafutása

### Nemzetközi játékvezetés
A Hondurasi labdarúgó-szövetség Játékvezető Bizottsága (JB) terjesztette fel nemzetközi játékvezetőnek a Nemzetközi Labdarúgó-szövetség (FIFA) 1999-től tartotta nyilván bírói keretében. 2008-ban hazájának játékvezetői bizottsága nem javasolta nemzetközi bírónak, de a FIFA JB felkérésére 2009-ben újra jelölték a pozícióra. Több válogatott és nemzetközi klubmérkőzést vezetett, vagy működő társának 4. bíróként segített.

#### Világbajnokság

##### U20-as labdarúgó-világbajnokság
Argentína rendezte a 13., a 2001-es ifjúsági labdarúgó-világbajnokságot, ahol a FIFA JB bíróként alkalmazta.
| Időpont          | Helyszín                             | Mérkőzés típusa              | Mérkőzés          | Eredmény | Nézők száma |
| ---------------- | ------------------------------------ | ---------------------------- | ----------------- | -------- | ----------- |
| 2001. június 18. | Newell's Old Boys Stadion, Rosario   | csoportmérkőzés (D. csoport) | Angola–Csehország | 0 : 0    | 1 500       |
| 2001. június 28. | Malvinas Argentinas Stadion, Mendoza | egyik nyolcaddöntő           | Ukrajna–Paraguay  | 1 : 2    | 9 000       |

---
A világbajnoki döntőhöz vezető úton Dél-Koreába és Japánba a XVII., a 2002-es labdarúgó-világbajnokságra, Németországba a XVIII., a 2006-os labdarúgó-világbajnokságra, Dél-Afrikába a XIX., a 2010-es labdarúgó-világbajnokságra és Brazíliába a XX., a 2014-es labdarúgó-világbajnokságra a FIFA JB bíróként alkalmazta. Selejtező mérkőzéseket a CONCACAF zónában vezetett.

##### 2002-es labdarúgó-világbajnokság

###### Selejtező mérkőzés
| Időpont             | Helyszín                    | Mérkőzés típusa           | Mérkőzés         | Eredmény | Nézők száma |
| ------------------- | --------------------------- | ------------------------- | ---------------- | -------- | ----------- |
| 2000. augusztus 16. | Foxboro Stadion, Foxborough | előselejtező (3. csoport) | Amerika–Barbados | 7 : 0    | 18 334      |

##### 2006-os labdarúgó-világbajnokság

###### Selejtező mérkőzés
| Időpont             | Helyszín                               | Mérkőzés típusa                   | Mérkőzés                           | Eredmény | Nézők száma |
| ------------------- | -------------------------------------- | --------------------------------- | ---------------------------------- | -------- | ----------- |
| 2004. március 28.   | Thomas Robinson Stadion, Nassau        | előselejtező (elő kör)            | Bahama-szigetek–Dominikai Közösség | 1 : 3    | 900         |
| 2004. június 19.    | Warner Park Stadion, Basseterre        | előselejtező (1. kör)             | Saint Kitts és Nevis–Barbados      | 3 : 2    | 3 500       |
| 2004. október 9.    | Rommel Fernández Stadion, Panamaváros  | előselejtező (2. kör, 1. csoport) | Panama–Jamaica                     | 1 : 1    | 16 000      |
| 2005. március 30.   | Rommel Fernández Stadion, Panamaváros  | előselejtező (döntő csoport)      | Panama–Mexikó                      | 1 : 1    | 13 000      |
| 2005. augusztus 17. | Azteca Stadion, Mexikóváros            | előselejtező (döntő csoport)      | Mexikó–Costa Rica                  | 2 : 0    | 27 000      |
| 2005. október 12.   | Hasely Crawford Stadion, Port of Spain | előselejtező (döntő csoport)      | Trinidad és Tobago–Mexikó          | 2 : 1    | 23 000      |

##### 2010-es labdarúgó-világbajnokság

###### Selejtező mérkőzés
| Időpont          | Helyszín                    | Mérkőzés típusa           | Mérkőzés                  | Eredmény | Nézők száma |
| ---------------- | --------------------------- | ------------------------- | ------------------------- | -------- | ----------- |
| 2009. június 10. | Azteca Stadion, Mexikóváros | előselejtező (4. forduló) | Mexikó–Trinidad és Tobago | 2 : 1    | 92 000      |

##### 2014-es labdarúgó-világbajnokság

###### Selejtező mérkőzés
| Időpont              | Helyszín                                 | Mérkőzés típusa                   | Mérkőzés                 | Eredmény | Nézők száma |
| -------------------- | ---------------------------------------- | --------------------------------- | ------------------------ | -------- | ----------- |
| 2011. november 11.   | Sir Vivian Richards Stadion, North Sound | előselejtező (2. kör, F. csoport) | Antigua és Barbuda–Haiti | 1 : 0    | 8 000       |
| 2012. június 12.     | Cuscatlán Stadion, San Salvador          | előselejtező (3. kör, B. csoport) | Salvador–Mexikó          | 1 : 2    | 29 712S     |
| 2012. szeptember 11. | Crew Stadion, Columbus                   | előselejtező (3. kör, A. csoport) | Egyesült Államok–Jamaica | 1 – 0    | 23 881      |

#### Arany Kupa
Az Egyesült Államok rendezte a 6., a 2002-es CONCACAF-aranykupa, a 8., a 2005-ös CONCACAF-aranykupa, a 9., a 2007-es CONCACAF-aranykupa, a 10., a 2009-es CONCACAF-aranykupa  és a 11., a 2011-es CONCACAF-aranykupa tornát, ahol a  CONCACAF JB játékvezetőként foglalkoztatta.

##### 2002-es CONCACAF-aranykupa

###### CONCACAF-aranykupa mérkőzés
| Időpont          | Helyszín                    | Mérkőzés típusa              | Mérkőzés              | Eredmény | Nézők száma |
| ---------------- | --------------------------- | ---------------------------- | --------------------- | -------- | ----------- |
| 2002. január 21. | Rose Bowl Stadion, Pasadena | csoportmérkőzés (B. csoport) | Egyesült Államok–Kuba | 1 : 0    | 31 244      |
| 2002. január 27. | Rose Bowl Stadion, Pasadena | egyik negyeddöntő            | Dél-Korea–Mexikó      | 0 : 0    | 31 628      |

##### 2005-ös CONCACAF-aranykupa

###### CONCACAF-aranykupa mérkőzés
| Időpont         | Helyszín                     | Mérkőzés típusa              | Mérkőzés              | Eredmény | Nézők száma |
| --------------- | ---------------------------- | ---------------------------- | --------------------- | -------- | ----------- |
| 2005. július 7. | Qwest Field Stadion, Seattle | csoportmérkőzés (B. csoport) | Kuba–Egyesült Államok | 1 : 4    | 15 831      |

##### 2007-es CONCACAF-aranykupa

###### CONCACAF-aranykupa mérkőzés
| Időpont          | Helyszín                              | Mérkőzés típusa              | Mérkőzés                     | Eredmény | Nézők száma |
| ---------------- | ------------------------------------- | ---------------------------- | ---------------------------- | -------- | ----------- |
| 2007. június 12. | Gillette Stadion, Foxborough          | csoportmérkőzés (B. csoport) | Trinidad és Tobago–Guatemala | 1 : 1    | 26 523      |
| 2007. június 7.  | The Home Depot Center Stadion, Carson | csoportmérkőzés (B. csoport) | Egyesült Államok–Guatemala   | 1 : 0    | 21 334      |
| 2007. június 12. | Gillette Stadion, Foxborough          | selejtező (B. csoport)       | Trinidad és Tobago–Guatemala | 1 : 1    | 26 523      |

##### 2009-es CONCACAF-aranykupa

###### CONCACAF-aranykupa mérkőzés
| Időpont          | Helyszín                                | Mérkőzés típusa        | Mérkőzés              | Eredmény | Nézők száma |
| ---------------- | --------------------------------------- | ---------------------- | --------------------- | -------- | ----------- |
| 2009. július 12. | University of Phoenix Stadion, Glendale | selejtező (C. csoport) | Panama–Nicaragua      | 4 : 0    | 23 876      |
| 2009. július 19. | Cowboys Stadion, Dallas                 | egyik negyeddöntő      | Guadeloupe–Costa Rica | 1 : 5    | 82 252      |

##### 2011-es CONCACAF-aranykupa

###### Selejtező mérkőzés
| Időpont          | Helyszín                               | Mérkőzés típusa              | Mérkőzés           | Eredmény | Nézők száma |
| ---------------- | -------------------------------------- | ---------------------------- | ------------------ | -------- | ----------- |
| 2011. január 14. | Rommel Fernández Stadion, Panama-Stadt | csoportmérkőzés (A. csoport) | Panama–Belize      | 2 : 0    | 10 000      |
| 2011. január 23. | Rommel Fernández Stadion, Panama-Stadt | csoportmérkőzés (A. csoport) | Panama–El Salvador | 0 : 0    | 9 000       |

#### Nemzetközi kupamérkőzések
Vezetett Kupa-döntők száma: 2.

#### CONCACAF Bajnokcsapatok Kupája
2004-ben mindkét csapat Costa Rica-i, 2006-ban mindkét csapat (mexikói) .
| Időpont           | Helyszín                                | Mérkőzés típusa        | Mérkőzés                          | Eredmény | Nézők száma |
| ----------------- | --------------------------------------- | ---------------------- | --------------------------------- | -------- | ----------- |
| 2004. május 12.   | Alejandro Morera Soto Stadion, Alajuela | döntő második mérkőzés | Alajuelense LD–Deportivo Saprissa | 4 : 0    | 13 000      |
| 2006. április 12. | Nemesio Diez Stadion, Toluca            | döntő első mérkőzés    | Deportivo Toluca–Club América     | 0 : 0    | 20 000      |